# 普利茅斯 (多巴哥)

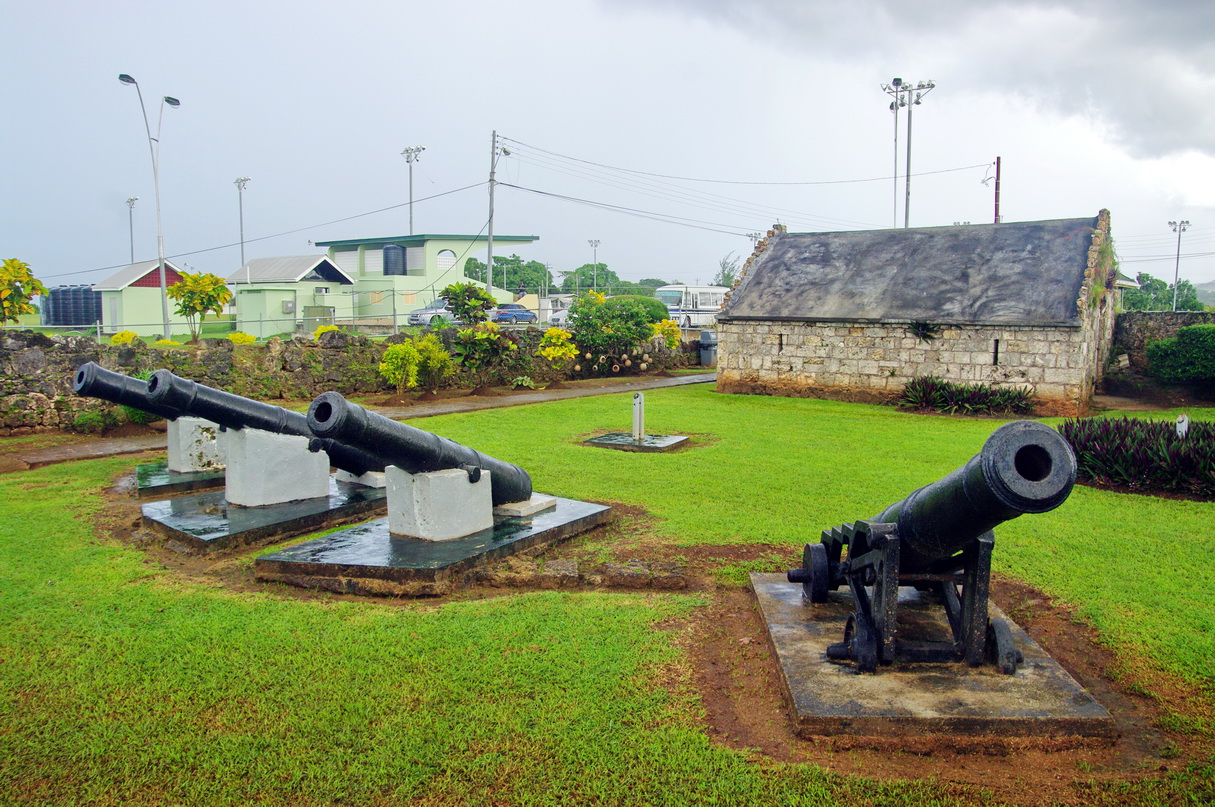

普利茅斯（英語：Plymouth）是加勒比海岛国特立尼达和多巴哥多巴哥岛西北海岸的一座村庄，位于首府斯卡伯勒西北部，2011年人口1,192人。库尔兰人為第一個聚居於此的族群。